# Квинт Цецилий Метелл Целер
Квинт Цеци́лий Мете́лл Це́лер (лат. Quintus Caecilius Metellus Celer; родился, по одной из версий, в 104/103 году до н. э., Римская республика — умер весной 59 года до н. э., Римская республика) — римский военачальник и политический деятель из плебейского рода Цецилиев Метеллов, консул 60 года до н. э. Упоминается в сохранившихся источниках начиная с 80 года до н. э. Участвовал в Третьей Митридатовой войне, был судьёй во время процесса Гая Рабирия, сыграл важную роль в разгроме Луция Сергия Катилины (63—62 годы до н. э.). Поддерживал своего зятя Гнея Помпея Великого, но позже стал его врагом и активно противодействовал Помпею во время своего консулата. Женой Квинта Цецилия была скандально известная Клодия.

## Биография

### Происхождение
Квинт Цецилий принадлежал к влиятельному плебейскому роду Цецилиев Метеллов, происходившему, согласно легенде, от Цекула, сына бога Вулкана и основателя города Пренесте. Метеллы вошли в состав сенаторского сословия в начале III века до н. э.: первый консул из этого рода был избран в 285 году до н. э. Античные авторы сообщают, что матерью Метелла Целера и Метелла Непота, носившего тот же преномен, была Целия, известная своим безнравственным поведением. Однозначной информации об отце в источниках нет; дополнительные сложности создаёт тот факт, что в предыдущем поколении были и Квинт Цецилий Метелл Целер, народный трибун 90 года до н. э., и Квинт Цецилий Метелл Непот, консул 98 года до н. э., приходившиеся друг другу двоюродными братьями (оба были внуками Метелла Македонского). Долгое время исследователи предполагали, что родным отцом обоих братьев был Непот-старший и что Целер-младший был усыновлён своим двоюродным дядей. Однако Тимоти Уайзмен в статье, вышедшей в 1971 году, доказал, что всё было как раз наоборот: братья Квинты были родными сыновьями Целера-старшего, а в семью к дяде ушёл Непот-младший. В этом случае Квинт Цецилий Метелл Целер-младший был внуком Луция Цецилия Метелла Диадемата, консула 117 года до н. э.
Целия после смерти мужа вышла замуж во второй раз — за Квинта Муция Сцеволу «Понтифика». Единоутробной сестрой Метелла Целера стала Муция Терция, третья жена Гнея Помпея Великого и мать всех трёх его детей: Гнея, Секста и Помпеи, жены Фавста Корнелия Суллы.

### Ранние годы и начало карьеры
Рождение Метелла Целера, учитывая дату его консулата и требования Корнелиева закона, предусматривавшего определённый возрастной порог для каждой из высших магистратур, исследователи датируют 103 или даже 104 годом до н. э. Первое упоминание о нём в сохранившихся источниках относится к 80 году до н. э., ко времени диктатуры Луция Корнелия Суллы. Тогда Квинт совместно с братом привлёк к суду Марка Эмилия Лепида по обвинению в злоупотреблении властью во время сицилийского наместничества. Братьями двигало обычное для юных римских аристократов желание обратить на себя всеобщее внимание, но в историографии есть предположение, что за ними стоял Сулла, видевший в Лепиде угрозу для своей власти. На сторону обвиняемого встал Гней Помпей Великий. Метеллы увидели, что народ на стороне Лепида, и сняли обвинение под предлогом свойства с Помпеем: последний к тому времени уже был женат на их сестре.
Благодаря одному из уцелевших фрагментов «Истории» Саллюстия известно, что около 78 года до н. э. Целер участвовал в каком-то военном походе (возможно, в качестве военного трибуна). В 71 или 68 году до н. э. он мог занимать должность народного трибуна. В 66 году Квинт был легатом в армии своего зятя Помпея, командовавшего в Третьей Митридатовой войне. Дион Кассий сообщает, что на границе с Арменией отряд Целера подвергся внезапному нападению албанцев, но смог отбиться и вернуться к своим. Антиковед Рональд Сайм предположил, что Целер мог служить в армии Помпея и годом ранее.

### Претура
В 63 году до н. э. Квинт занимал должность претора, причём ему досталось самое престижное место в коллегии — пост городского претора (praetor urbanus). Он сыграл важную роль в деле Гая Рабирия — старого сенатора, обвинённого в убийстве римских граждан. Имелось в виду убийство народного трибуна-популяра Луция Аппулея Сатурнина в 100 году до н. э., и обвинителем был Тит Лабиен, действовавший в интересах Гая Юлия Цезаря. Дуумвиры приговорили Рабирия к смертной казни. Тот апеллировал к народу, а Целер распустил народное собрание, когда понял, что решение снова будет в пользу обвинения. Судебный процесс, таким образом, был прерван и больше не возобновлялся.
В том же году в Риме был раскрыт заговор Катилины. Глава заговора, чтобы снять с себя подозрения, заявил о готовности жить под стражей в доме Квинта Цецилия, но тот отказался его принять. Позже, когда выяснилось, что сторонники Катилины затевают смуту в разных частях Италии, консул Марк Туллий Цицерон направил Целера в Пицен и Цизальпийскую Галлию, чтобы набрать там войска и стабилизировать обстановку. Известно, что Квинт Цецилий бросил многих смутьянов в тюрьму. Узнав, что Катилина решил уйти в Галлию, Целер с тремя легионами преградил ему путь у Фезул; в результате мятежники оказались зажаты между двумя правительственными армиями и решились на сражение с консулом Гаем Антонием Гибридой, в котором были разгромлены.

### Консулат и смерть
После претуры Квинт был наместником Цизальпийской Галлии с полномочиями проконсула. В 60 году до н. э. он получил консулат благодаря энергичной поддержке Помпея, только что вернувшегося с Востока. Но союз между двумя нобилями скоро был расторгнут: Помпей дал развод Муции Терции, заподозренной в неверности, а Целер в ответ примкнул к его врагам-оптиматам, которых возглавляли Луций Лициний Лукулл и Марк Порций Катон. Квинт выступил против аграрного законопроекта, предполагавшего наделение землёй ветеранов Митридатовой войны, против утверждения распоряжений Помпея на Востоке; он выступал против бывшего зятя настолько рьяно, что однажды народный трибун Луций Флавий приказал его арестовать. Именно такое поведение Целера и ряда других видных политиков подтолкнуло Помпея к заключению союза с Цезарем и Марком Лицинием Крассом, известного впоследствии как первый триумвират.
В качестве консула Целер помешал публиканам добиться снижения откупных платежей в провинции Азия. Тогда же патриций Публий Клодий Пульхр попытался перейти в плебс, чтобы в дальнейшем добиться трибуната, но Квинт Цецилий ему помешал, хотя и был женат на его сестре. Весной 59 года до н. э. Квинт выступил против аграрного закона Цезаря (последний тогда был консулом). Сам Метелл должен был отправиться в Галлию как проконсул, но до отъезда внезапно скончался. Ходили слухи, что его отравила жена; Цицерон, писавший в связи с этим о «неожиданном злодеянии», присутствовал при кончине Целера.

…Я видел, видел и испытал скорбь, пожалуй, самую сильную в своей жизни, когда Квинта Метелла отрывали от груди и лона отчизны и когда того мужа, который считал себя рождённым для нашей державы, через день после того, как он был на вершине своего влияния в курии, на рострах, в государстве вообще, самым недостойным образом, в цветущем возрасте, полного сил, отнимали у всех честных людей и у всего государства.
— Цицерон. В защиту Марка Целия Руфа, 59.
Помпоний Мела и Плиний Старший сообщают, что около 60 года до н. э. свевы подарили Квинту Цецилию неких «индов», выброшенных на странного вида судне на берег близ устья Эльбы, необычно одетых и говоривших на неизвестном языке. К позднейшим домыслам, что это могли быть пересёкшие Атлантику коренные американцы, современная наука относится скептически.

## Семья
Целер был женат на скандально известной Клодии — одной из трёх дочерей Аппий Клавдия Пульхра, консула 79 года до н. э., которая по матери приходилась ему родственницей (а свояками Метелла были Луций Лициний Лукулл и Квинт Марций Рекс). Брак этот оказался несчастливым; Клодию подозревали в многочисленных супружеских изменах, в том числе с собственным братом, а потом в отравлении мужа. Дочерью Квинта и Клодии могла быть Цецилия Метелла Целера, жена Публия Корнелия Лентула Спинтера, квестора 44 года до н. э.

В числе любовников Клодии предположительно был и поэт Гай Валерий Катулл, который в стихотворении №83 называет мужа своей любовницы, выведенной под псевдонимом "Лесбия" «дураком» и «ослом»:

Лесбия вечно поносит меня и бранит при супруге.

Это осла и глупца радует чуть не до слёз.

Вовсе ослеп ты, безмозглый! Ведь будь я забыт и покинут,

Так замолчала б она. Если ж шумит и кричит,

Значит, наверное, помнит. Нет, больше, во много раз больше!

Лесбия сердится. Что ж? — Лесбия любит меня!

## Интеллектуальные занятия
В трактате «Брут» Марк Туллий Цицерон упоминает Квинта Цецилия в числе второстепенных ораторов своей эпохи, отмечая его способности и образование, но добавляя, что он «не занимался судебными делами, а говорил так, как привык в народных собраниях».
Сохранилось одно письмо Метелла Целера, адресованное Цицерону и датированное январём 62 года до н. э. В нём Квинт упрекает адресата в нападках на его брата Метелла Непота.

Ввиду нашей взаимной приязни и восстановления согласия между нами я полагал, что ты не подвергнешь меня осмеянию во время моего отсутствия, и не думал, что брат мой Метелл за свои слова испытает нападение с твоей стороны, направленное против его гражданских прав и благополучия. Если ему слабой защитой было его собственное чувство дозволенного, то его должно было достаточно оградить либо достоинство нашего рода, либо моя преданность тебе и государству. Теперь я вижу его обойденным, а себя покинутым теми, кому это подобало менее всего.
— Цицерон. К близким, V, 1, 1.